# Ljusstav
En ljusstav (en. light stick, glow stick, chem light) producerar ljus genom en kemisk reaktion, kallad kemoluminiscens, vilken definieras som produktion av ljus genom en kemisk reaktion utan användande av värme eller eld.
Ljusstavar aktiveras genom att man böjer dem så att en glasampull inne i staven bryts. Detta gör att två olika vätskor blandas, och reaktionen startar. De flesta ljusstavar som finns i handeln innehåller ett oxalat (fenyl-oxalat-ester) som huvudkomponent, väteperoxid som aktivator (inne i ampullen), samt en fluorescent färg. 
Reaktionen omfattar flera steg:
1. Peroxiden oxiderar fenyloxalatestern, så att det bildas fenol och peroxysyraester.
2. Den instabila peroxysyraestern sönderfaller och resulterar i ytterligare en fenol, och en cyklisk peroxymolekyl.
3. Den cykliska peroxymolekylen sönderfaller till koldioxid, och avger då energi.
4. Denna energi exciterar elektroner i färgen, som då de faller tillbaka avger synligt ljus.

En typisk oxalat tillvarkas av bis(2,3,5-trikloro-6-karbonpentoxyfenyl)oxalat och dibutylftalat. Denna blandning upphettas i kvävgas under en timme. Sedan tillsätts 9,10-bis(fenyletynyl)anthracen. Som aktivator används en blandning av dimetylftalat, tert-butanol, natriumsalicylat och  väteperoxid. Denna process har US Patent Nummer 4,064,428.